# Palais de Kubadabad
Le Palais de Kubadabad  (turc : Kubadabad Sarayı) est un ensemble situé le rivage du lac de Beyşehir en Anatolie de l’époque Seldjoukide. Ce plais d’été fut construit pour Kay Qubadh Ier, le sultan de Roum au début du (XIIIe siècle). 